# Walkerszell
Walkerszell ist ein Gemeindeteil des Marktes Pleinfeld im Landkreis Weißenburg-Gunzenhausen (Mittelfranken, Bayern). Walkerszell liegt in der Gemarkung Sankt Veit.

## Geographie
Das Kirchdorf Walkerszell liegt ca. 5 Kilometer westlich von Pleinfeld und 2 Kilometer südlich des Großen Brombachsees. Im Dorf gibt es mehrere Felsenkeller. Der Ort wird vom Walkerszeller Bach durchflossen, einem Nebenfluss des Banzerbachs.

## Geschichte
Gegründet wurde Walkerszell vermutlich im 10. Jahrhundert. Die erste urkundliche Erwähnung geht auf das Jahr 1272 zurück. Ursprünglich gehörte der Ort zum Stift St. Emmeram in Spalt. Später wurde er dann an den Deutschen Orden in Ellingen verkauft, wodurch Walkerszell der Ballei Franken im Fränkischen Reichskreis angehörte. In kirchlicher Hinsicht gehörte Walkerszell als Filialkirche zur Pfarrkirche St. Veit im Kapitel (= Dekanat) Hilpoltstein des Hochstiftes Eichstätt.
1824 zählte Walkerszell 96 Einwohner in 17 Wohngebäuden. Da im Ort keine Baugebiete entstanden, blieb die Größe des Ortes vom Anfang des 19. Jahrhunderts 150 Jahre lang konstant, die Einwohnerzahl wuchs nur langsam. 1950 zählte Walkerszell 124 Einwohner in 22 Wohngebäuden. Seit den 1950er Jahren sank die Einwohnerzahl.

## Sankt Johann Baptist
Die katholische Filialkirche St. Johann Baptist ist eine Deutschordenskirche und wurde 1720 anstelle einer abgebrannten Vorgängerkirche errichtet, aus der der Hochaltar aus dem Jahr 1640 stammt. Daneben gibt es noch eine Marienkapelle, zu der jährlich am Fest Mariä Himmelfahrt (15. August) eine Prozession stattfindet.